# فاسيل دراغوليا
فاسيل دراغوليا (بالبلغارية: Васил Драголов)‏ (من مواليد 17 مارس 1962): لاعب كرة قدم بلغاري سابق، كان يلعب في مركز الهجوم.
لعب للمنتخب البلغاري 5 مباريات دولية وسجل هدف واحد. ولعب في جميع المباريات الأربع في نهائيات كأس العالم لكرة القدم 1986 في المكسيك.

## وصلات خارجية
- فاسيل دراغوليا على موقع قاعدة بيانات كرة القدم.إي يو (الإنجليزية)
- فاسيل دراغوليا على موقع ناشيونال فوتبول تيمز (الإنجليزية)
- Profile at LevskiSofia.info